# 4-(4'-hydroxyfenyl)butaan-2-on
4-(4'-hydroxyfenyl)butaan-2-on is een organische verbinding met als brutoformule C10H12O2. In zuivere toestand komt ze voor als een witte tot lichtgele kristallijne vaste stof, met een karakteristieke frambozengeur.

## Voorkomen in de natuur
4-(4'-hydroxyfenyl)butaan-2-on komt van nature voor in een aantal soorten fruit, waaronder frambozen, veenbessen, loganbessen en bramen. Het wordt via biosynthetische weg gemaakt uit coumaroyl-CoA.

## Synthese
Aangezien de hoeveelheid 4-(4'-hydroxyfenyl)butaan-2-on in frambozen erg laag ligt (ongeveer 1 tot 4 mg per kilogram vruchten), wordt het via synthetische weg bereid. Een van de methoden is de aldolcondensatie van aceton met 4-hydroxybenzaldehyde, onder invloed van natriumhydroxide. Het resulterende enon wordt vervolgens katalytisch gehydrogeneerd met waterstofgas over rodium en aluminiumoxide.

## Toepassingen
4-(4'-hydroxyfenyl)butaan-2-on wordt vanwege de geur gebruikt als aromastof in de parfumindustrie, in cosmetica en als voedingsadditief. In de voedingsindustrie is het een van de duurste natuurlijke geurstoffen: de natuurlijk geëxtraheerde verbinding kost tot 20.000 dollar per kilogram. Het synthetisch aangemaakte product is een stuk goedkoper.
De stof wordt soms aangeprezen als afslankmiddel onder de naam raspberry ketone, hoewel klinisch bewijs voor de werkzaamheid ontbreekt.